# Дзено, Апостоло
Апостоло Дзено (итал. Apostolo Zeno; 11 декабря 1668, Венеция — 11 ноября 1750, там же) — итальянский поэт и либреттист.
Представитель нового литературного (романтического) движения в Италии конца XVII века. С этой целью Дзено основал, вместе с друзьями Сальвини, Франческо Реди, Магмабеччи, в 1691 академию degli Animosi (отважных), а с 1710 издавал «Giornale de’letterati», где проявил себя серьёзным критиком. Известны его драматические произведения: «Gli inganni felici» (1695), «Фемистокл», «Lucio vero» и другие, уступающие, по достоинству, его чисто лирическим пьесам, собранным впоследствии в отдельном сборнике под названием «Poesie dramatiche» (1744). Из критических статей Дзено, с философским направлением, наиболее известны изданные в 1704 «Lettere al Fantanini interno la grand’opera delli meditazioni filosofiche di B. Trevisan».
По либретто Дзено (он создал их свыше тридцати) писали оперы Альбинони, Вивальди, Б. Галуппи, Иомелли, Кальдара, Алессандро Скарлатти, Хассе, Мартин-и-Солер, Ариости, Джованни Порта и др.